# Hemidactylus platyurus
Espèce
Synonymes
- Stellio platyurus Schneider, 1797
- Cosymbotus platyurus (Schneider, 1797)
- Lacerta schneideriana Shaw, 1802
- Lacerta tjitja Ljungh, 1804
- Gecko marginatus Cuvier, 1829
- Nycteridium himalayanum Anderson, 1871
- Hemidactylus nepalensis Annandale, 1907

Hemidactylus platyurus est une espèce de geckos de la famille des Gekkonidae.

## Répartition
Cette espèce se rencontre en Inde, au Népal, au Bhoutan, au Bangladesh, en Birmanie, au Thaïlande, au Laos, au Cambodge, au Viêt Nam, dans le sud de la Chine, aux Philippines, en Malaisie, à Singapour, en Indonésie, au Timor oriental et en Papouasie-Nouvelle-Guinée.
Sa présence est incertaine à Taïwan.
Elle a été introduite en Floride aux États-Unis.

## Description

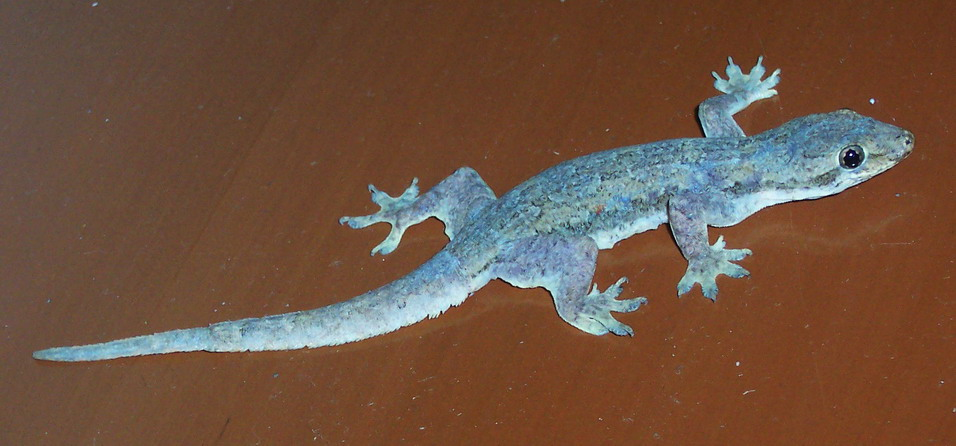
Hemidactylus platyurus

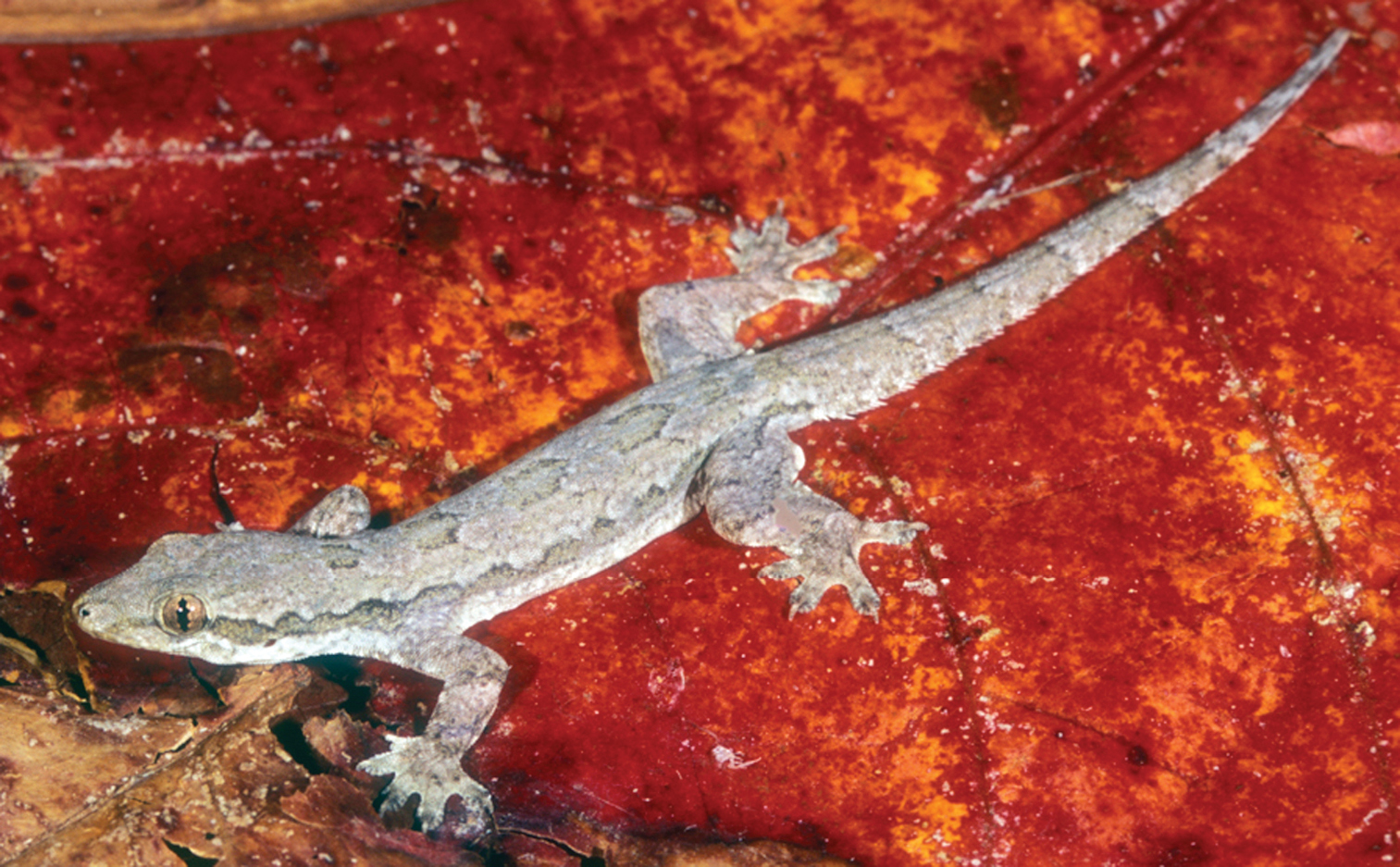
Hemidactylus platyurus

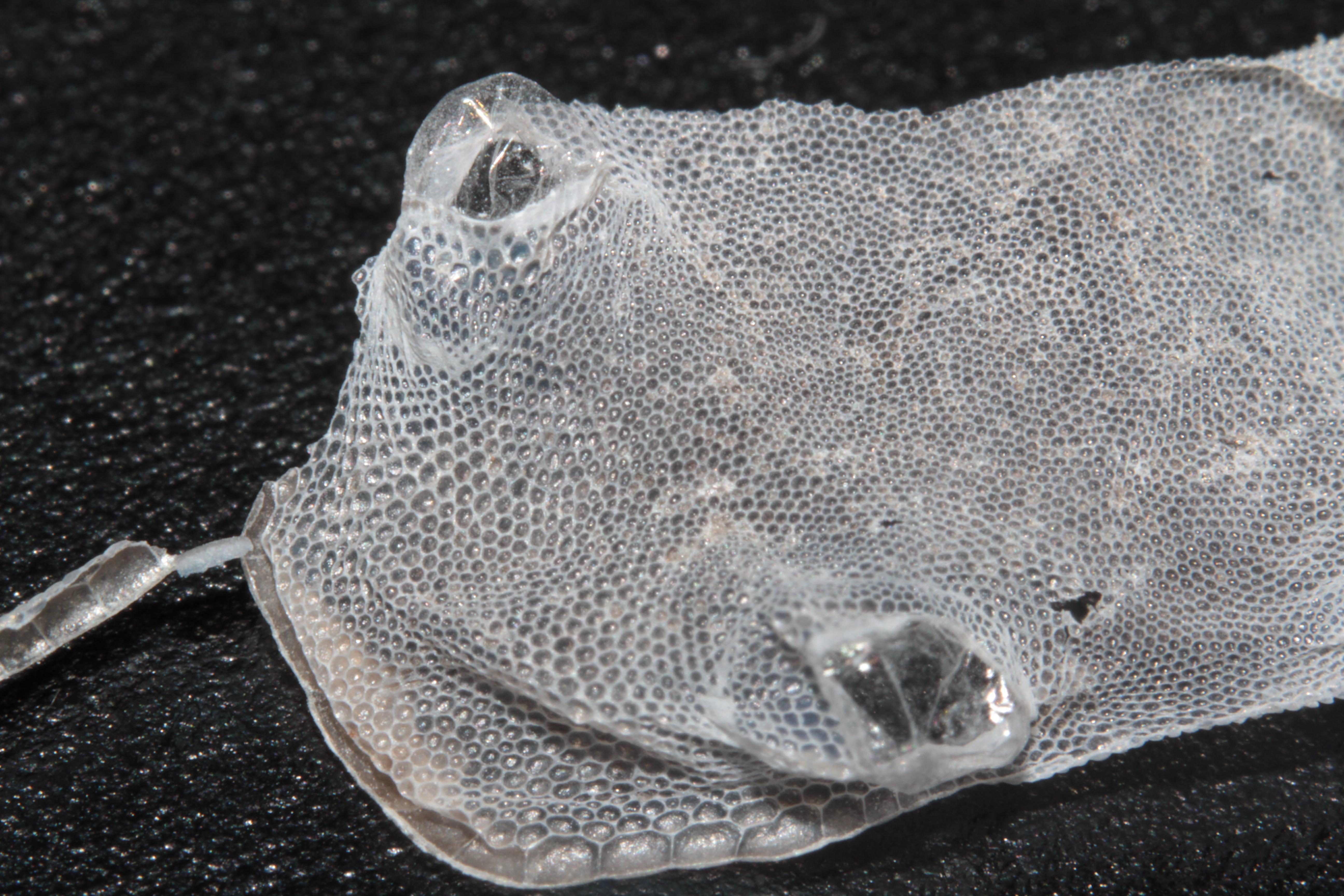
Mue : détail de la tête où sont visibles les lunettes (écailles transparentes recouvrant les yeux)

C'est un gecko arboricole, nocturne et insectivore. Il mesure jusqu'à 140 mm.

## Publication originale
- Schneider, 1797 : Amphibiorum Physiologiae Specimen Alterum Historiam et Species Generis Stellionum seu Geckonum Sistens. Traiecti ad Viadrum. Frankfurt an der Oder, C. L. F. Aitzi, vol. 2, p. 1-54.